# Sophie Haglund
Inte att blanda ihop med skådespelaren Emelie Sophie Haglund, född Frösslind (1823–1891)
Sophia "Sophie" Haglund var en svensk skådespelare verksam i Göteborg i början av 1800-talet.

## Biografi
Sophie Haglund var engagerad vid Johan Anton Lindqvists och vid Gustaf Åbergssons teatersällskap. Med dem  uppträdde hon på Sillgateteatern och Segerlindska teatern i Göteborg under 1810- och 1820-talet. Hon räknades bland de mest framstående av Göteborgs aktörer vid denna tid. 
Bland hennes roller nämns titelrollen i August Lafontaines komedi Louise och Wallborn, Marianne i Molières Tartuffe, titelrollen i Hittebarnet av Ignaz Franz Castelli, Margareta Kurl i Friedrich Schiller Maria Stuart, Rose i En natt i skogen av Nicolas Dalayrac och Jules d'Harancourt i Jean-Nicolas Bouillys Abbé de l'Epée.  
Samtida kritiker sade om hennes byxroll i Hittebarnet: »Man kan af hennes spel i denna pjes, samt i Korsfararne döma, att vår scen, åtminstone icke på långliga tider, haft trenne så skickliga aktriser som fru Åbergsson och mamsellerna Haglund och Åberg."
Om hennes roll i »Korsfararne» av Kotzebues sades: 
»Fru Åbergssons och mamsell Haglunds aktion kan knappt förbättras och öfverträffades blott af Hr Åbergssons mästerliga spel, hvilket i sista akten stegras till deno högsta fullkomning. Hr Lindqvist tycktes vid sidan af Åbergsson få föryngrade krafter och ny förmåga».
Hon betraktades som Göteborgs främsta tragiska artist: 
"...hon är vår enda tragiska aktris, hvilket tydligen visat sig i »Korsfararne» och »Hittebarnet». Hon eger den ungdomliga vekhet, den milda gratie, det ömma, nästan melankoliska uttryck, som tillhör den tragiska skådespelerskan."
Efter att Segerlindska teatern upplöstes som fast teater blev Haglund engagerad vid Carl Wildners teatersällskap, där hon nämns 1830. En skådespelande Mamsell Haglund nämns också i oktober 1835, i anslutning till Berggrenska truppen som spelade på Segerlindska teatern. Om det är samma person är oklart.